# Ridspö

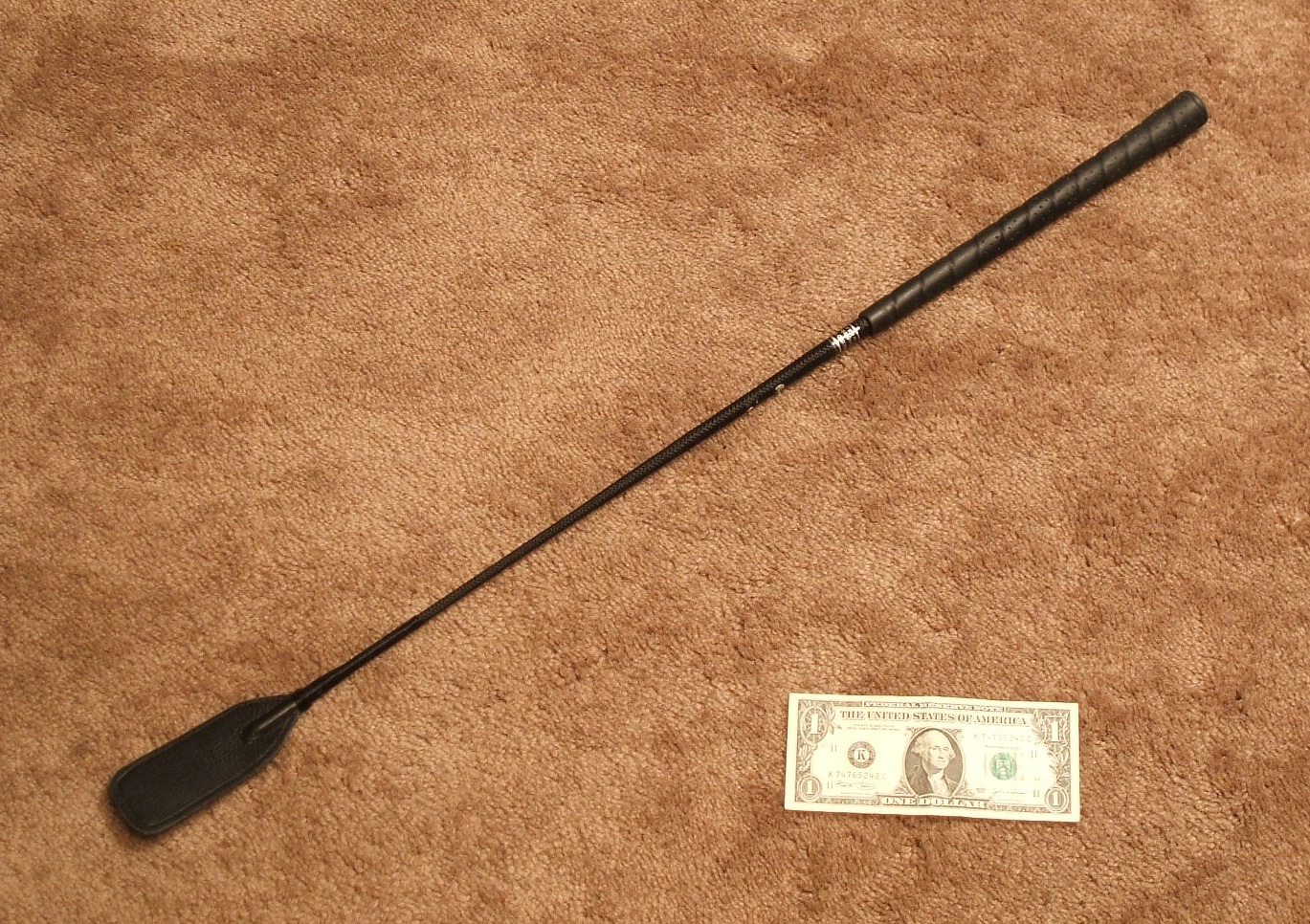
Hoppspö

Ridspö är ett spö som används med touchering eller för att peka för att förstärka hjälperna under ridningen eller från marken. Ridspön kan även användas som bestraffning eller som i galoppsporten, som framåtdrivning. Ridspöet kan vara tillverkad av eller klädd med skinn, läder eller gummi. Inom hästvärlden används mestadels tre sorters ridspön. 
Dels finns dressyrspöet, som är långt så att ryttaren kan nå att touchera hästens bakdel utan att flytta på händerna. Dressyrspön används ofta försiktigt, då de är långa och därför ger stora signaler till hästen. Den andra vanliga varianten är hoppspöet, ett kort spö som används på hästens bog. Från marken används oftast dressyrspö eller longerpisk, och när man kör hästen (framför vagn) används körpisk. Körpiskar är mycket långa och har ett långt "snöre" som sitter fast i änden riktad mot hästen. Longerpisk är en kortare version av körpisken.
Inom cirkus används längre ridspön eller piskor för att markera i dressyren vad djuren ska göra. Där får den dock aldrig vidröra djuret. 